# Сайто, Коки
Коки Сайто (яп. 斉藤 光毅 Сайто Коки , родился 10 августа 2001) — японский футболист, вингер бельгийского клуба «Ломмел». В сезоне 2024/25 выступает за английский клуб «Куинз Парк Рейнджерс» на правах аренды.

## Клубная карьера
Уроженец Токио и воспитанник футбольной академии клуба «Иокогама», в основном составе Сайто дебютировал 21 июля 2018 года в матче Второй Джей-лиги против клуба «Гифу». Примечательно, что он сыграл в одной команде с Кадзуёси Миурой, который, как и Сайто, вышел на поле в концовке встречи, и которому на тот момент был 51 год, тогда как Коки было 16 лет. Таким образом, за одну команду в официальном матче сыграли футболисты с 35-летней разницей в возрасте.
3 апреля 2019 года Сайто забил свой первый гол за «Иокогаму», выйдя на замену в матче Второй Джей-лиги против клуба «Эхимэ». 4 июля 2020 года дебютировал в Первой Джей-лиге (высшем дивизионе чемпионата Японии), выйдя в стартовом составе «Иокогамы» в матче против «Консадоле Саппоро».
Летом 2022 года перешёл на правах аренды в роттердамскую «Спарту».

## Карьера в сборной
Выступал за сборные Японии до 16, до 17, до 18, до 19, до 20 и до 23 лет.